# Wullersdorf
Wullersdorf est une commune autrichienne du district de Hollabrunn en Basse-Autriche. Le village de Maria Roggendorf, qui est un lieu de pèlerinage marial renommé en Autriche, se trouve dans le territoire de la commune.